# Wichmann de Seeburg
Wichmann de Seeburg-Querfurt, né vers 1115 à Gleiss en Autriche et mort le 25 août 1192 à Könnern en Saxe, fut évêque de Naumbourg de 1149 à 1154 et archevêque de Magdebourg de 1152 jusqu'à sa mort.

## Biographie

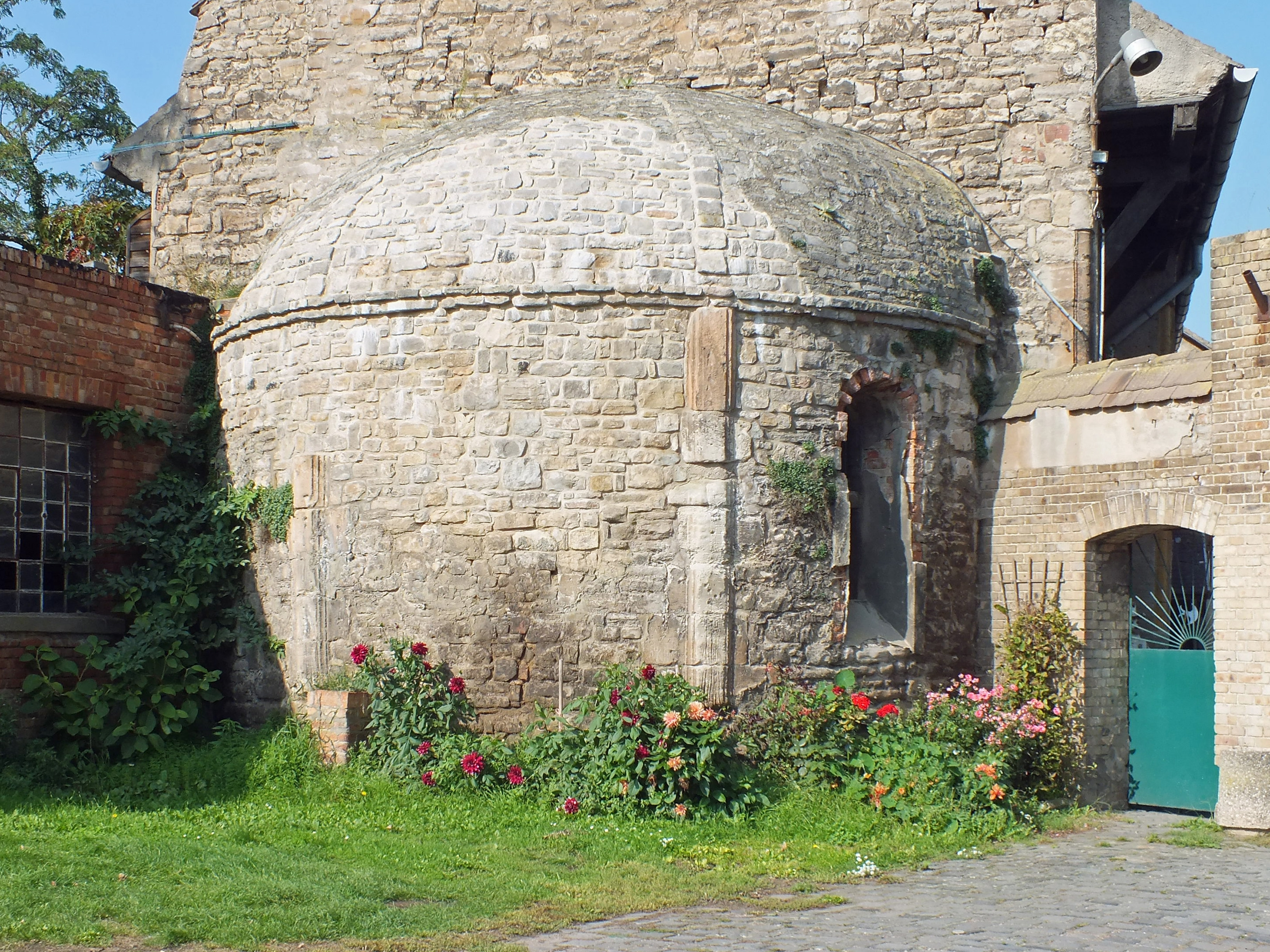
L'abside de la collégiale que Wichmann avait fait construire dans l'enceinte de la forteresse de Seeburg, est l'un des plus importants vestiges d'art roman en Saxe-Anhalt.

Wichmann était le second fils du comte Géron (1097-1122), seigneur de Seeburg et de Gleiss, et de son épouse Mathilde (Maud), une fille du comte Thimo Ier de Wettin, dit le Brave. Il était descendant de la noble famille de Querfurt ; le missionnaire Bruno de Querfurt († 1009) et Konrad von Querfurt († 1202), évêque de Hildesheim et de Wurtzbourg, figuraient parmi ses parents.
Il fit ses études de théologie à Paris et devint chanoine à la cathédrale de Halberstadt en 1136. Élu évêque de Naumbourg en 1149, il a été ordonné l'année suivante. Il résida à Zeitz où il développa le commerce entre bourgs et agrandit les domaines de son diocèse. Il favorisera, en particulier, le succès du monastère cisterciens à Pforta. Durant cette période, Wichmann a consolidé une étroite relation avec le roi Conrad III de Hohenstaufen († 1152) et avec son neveu et successeur Frédéric Barberousse.
Immédiatement après son couronnement en 1152, le nouveau roi Frédéric a obtenu que Wichmann devint archevêque de Magdebourg, mais sans le soutien du pape Eugène III. Pendant les deux ans qui suivent, il n'était qu'un administrateur diocésain, jusqu'à ce qu'il fût capable de requérir le consentement du pape Anastase IV. En 1164, il fit le pèlerinage de Terre sainte et fut capturé par les Sarrasins. Retourné, il fit don des reliques au couvent de Calbe.
Au cours de son épiscopat, il a encouragé la colonisation germanique dans la marche de Brandebourg. Conjointement avec les forces du margrave Albert l'Ours, il conquiert les forteresses de Brandebourg et de Jüterbog en 1157. Il fit venir à la même époque des colons flamands et hollandais qui donnaient le nom Flamain à la région. En 1166, l'archevêque rejoignit Albert l'Ours, le landgrave Louis II de Thuringe, le margrave Othon Ier de Misnie et d'autres princes dans leur lutte contre Henri le Lion, duc de Saxe, et ses domaines furent ravagés. En 1170, il a fondé l'abbaye cistercienne de Zinna près de Jüterbog dont il attribua de vastes domaines. Il permit à son archidiocèse de prospérer et a joué un rôle essentiel dans le développement du droit de Magdebourg.

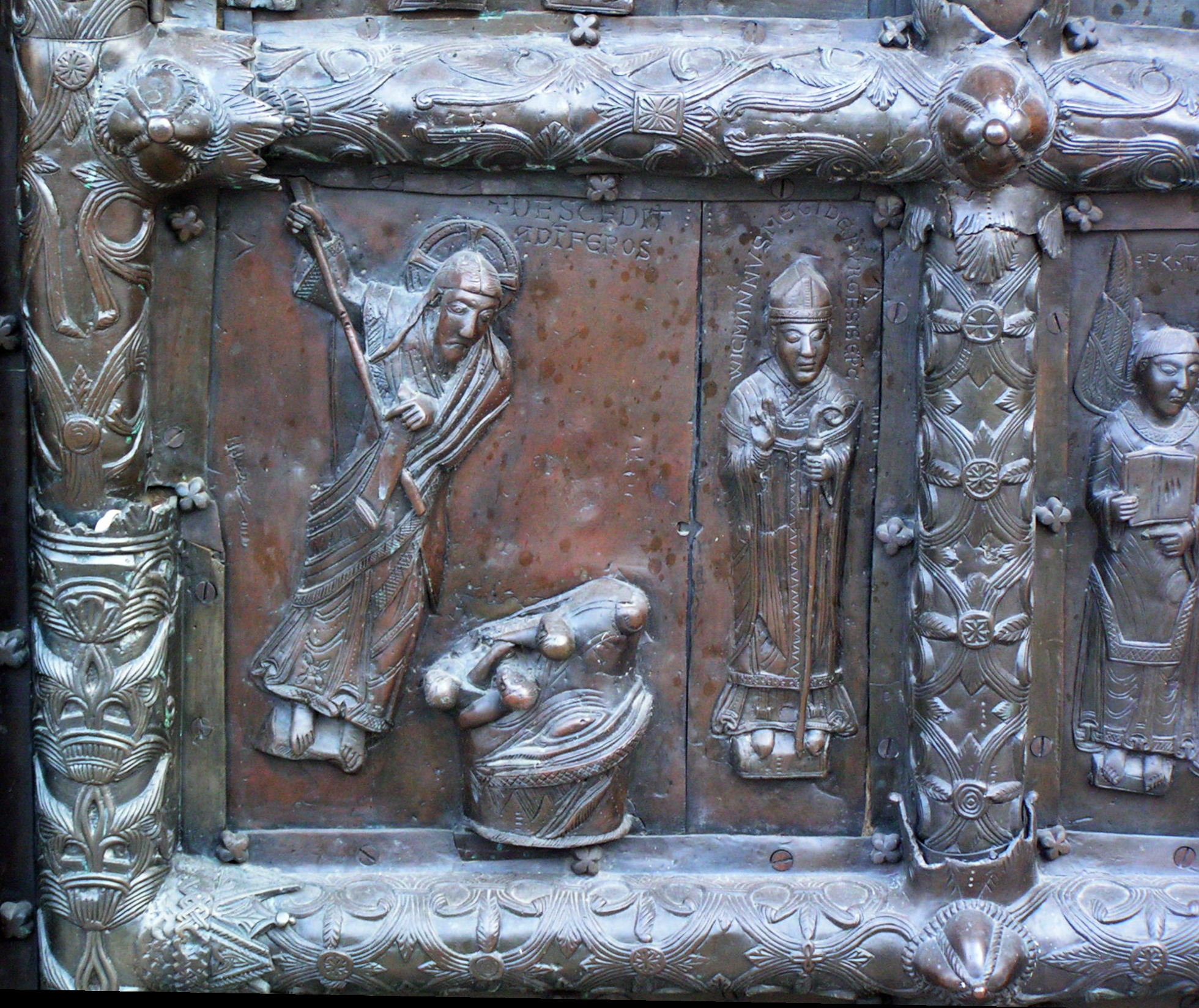
Wichmann sur le portail de la cathédrale Sainte-Sophie de Novgorod.

Wichmann fut un ardent partisan de l'empereur Frédéric Barberousse contre le Pape Alexandre III. Dans la lutte du sacerdoce et de l'Empire, il fut un protagoniste du concile de Pavie de 1160 confirmant Victor IV seul pape légitime. À la suite de la mort de Victor IV, il a soutenu l'antipape Pascal III, le candidat du parti impérial. Plus tard, il a néanmoins tenté à plusieurs reprises de servir d'intermédiaire entre l'empereur et le pape Alexandre III. En 1175, il envoya des troupes à l'empereur dans sa campagne d'Italie et après la défaite de Legnano négocia le traité de Venise conclu en 1177. Wichmann retourna ensuite en Saxe où il a assuré une médiation entre le duc Henri le Lion et Philippe de Heinsberg, l'archevêque de Cologne. En 1180, toutefois, il reprit les armes contre Henri qui fut soumis à un procès féodal, condamné à la mise au ban de l'Empire et privé de tous ses biens. Les forces de Wichmann ont réussi à conquérir la ville de Haldensleben. De toute sa vie, il est resté un adversaire des Welf.
L'archevêque fit don d'une grande partie de ses domaines à Gleiss, Zell-sur-l'Ybbs et Lunz en Autriche à l'abbaye de Seitenstetten en 1180. Il fut enterré à la cathédrale de Magdebourg.